# Parco nazionale di Sangay
Il parco nazionale di Sangay è un parco nazionale che si trova a cavallo delle province di Morona Santiago, Chimborazo e Tungurahua, in Ecuador.

## Territorio
All'interno dell'area protetta si trovano due vulcani attivi, il Sangay e il Tungurahua, e diversi ecosistemi, dalla foresta pluviale ai ghiacciai delle vette andine.

## Storia
Nel 1983 il parco è stato inserito nell'elenco dei patrimoni dell'umanità dell'UNESCO. Nel 1992 è stato inserito nella lista dei patrimoni a rischio, a causa di bracconaggio, allevamento estensivo di bestiame all'interno dei suoi confini, costruzione abusiva di strade e violazioni ripetute dei confini dell'area protetta. Nel 2005, grazie agli sforzi dell'UNESCO e del governo ecuadoriano, il parco è stato escluso dalla lista dei patrimoni in pericolo.

## Fauna
- Alouatta seniculus
- Tremarctos ornatus  (Orso dagli occhiali)